# Šámes

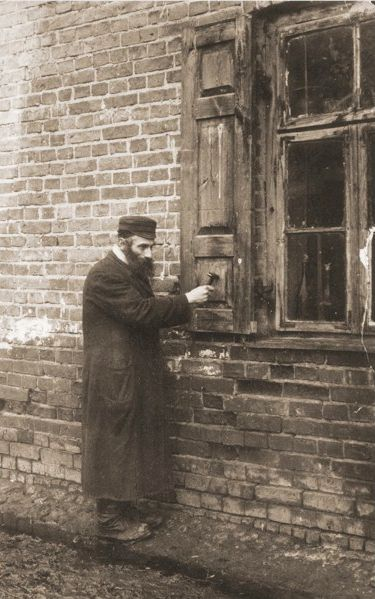
Šámes v polském městě Biała Podlaska, rok 1926

Šámes (hebrejsky שׁמשׁ‎ / „šamaš“ – služebník) je synagogální služebník. V synagoze plní funkci správce či údržbáře. Jeho služební povinnosti přibližně odpovídají povinnostem kostelníka. Činnost šámese se může překrývat s funkcí gabaje, někdy oba termíny splývají jako synonyma. 
Termínu se někdy používá pejorativně ve smyslu „poslíčka“.  
Výraz „šámes“ nebo „šamaš“ se také používá pro svíčku, která se používá k zapálení ostatních svíček v Chanuka.